# Aische-en-Refail
Aische-en-Refail is een dorp in de Belgische provincie Namen en een deelgemeente van Eghezée.
Aische-en-Refail ligt op het Brabantse Leemplateau op 20 kilometer ten noorden van Namen. De dorpskern ligt op enkele kilometer van de autosnelweg E411. Het dorp heeft zich hierdoor ontwikkeld van een landbouwdorp tot een woondorp.
Het grondgebied van het huidige Aische-en-Refail was in de middeleeuwen versnipperd in verscheidene heerlijkheden afhangend van het graafschap Namen en het hertogdom Brabant totdat Aloys du Bois in 1647 alle delen kocht. De nieuwe heerlijkheid bleef in dezelfde familie totdat Aische-en-Refail in 1795 een zelfstandige gemeente werd.
Kerkelijk was Aische-en-Refail reeds sinds 1277 een parochie, tot in 1561 onder het bisdom Luik, daarna onder het bisdom Namen.
In 1977 werd het grootste gedeelte van Aische-en-Refail bij Eghezée gevoegd. Het gebied ten westen van de E411 werd bij Gembloers gevoegd.

## Bezienswaardigheden

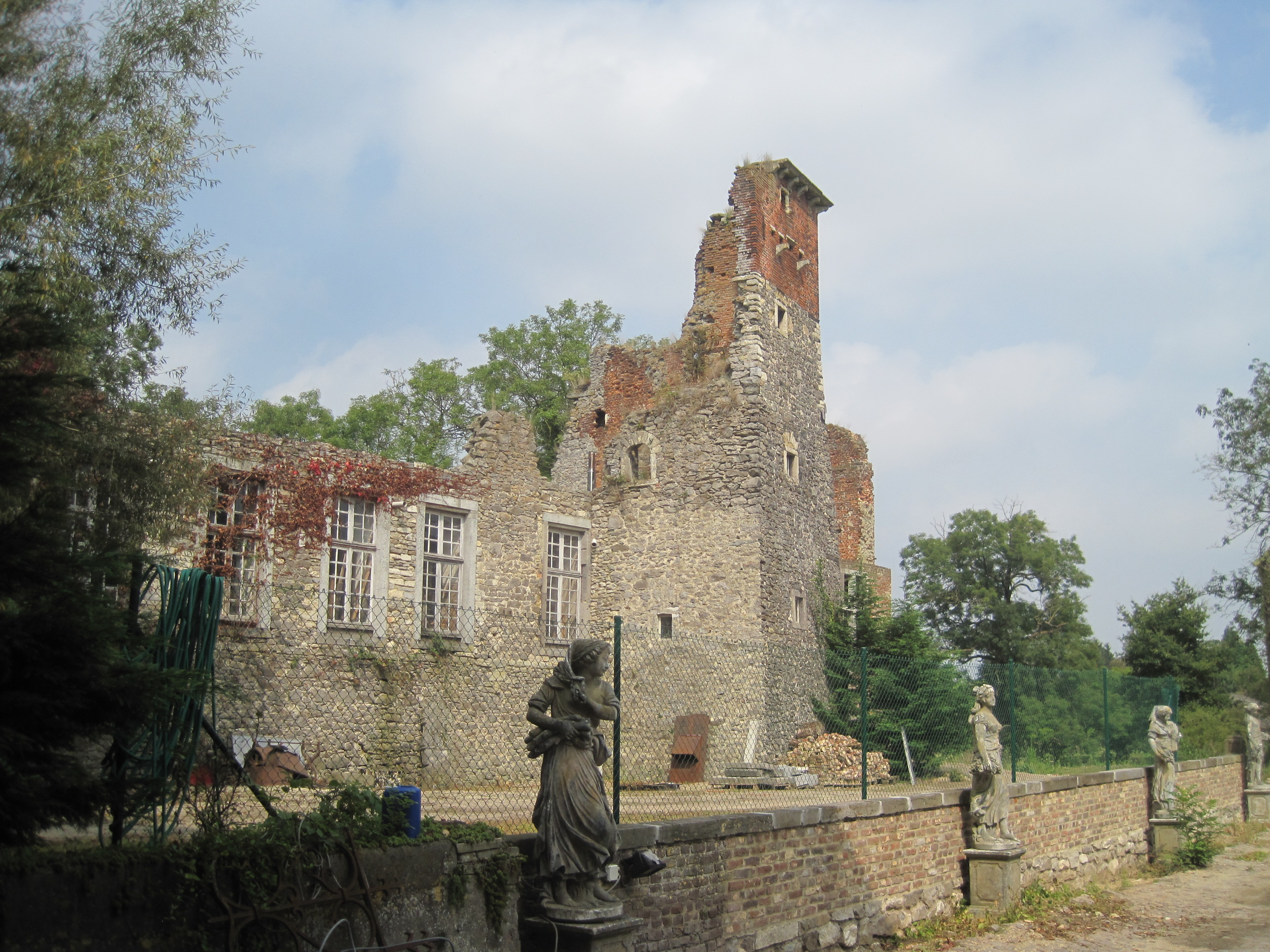
Kasteelhoeve van Aische
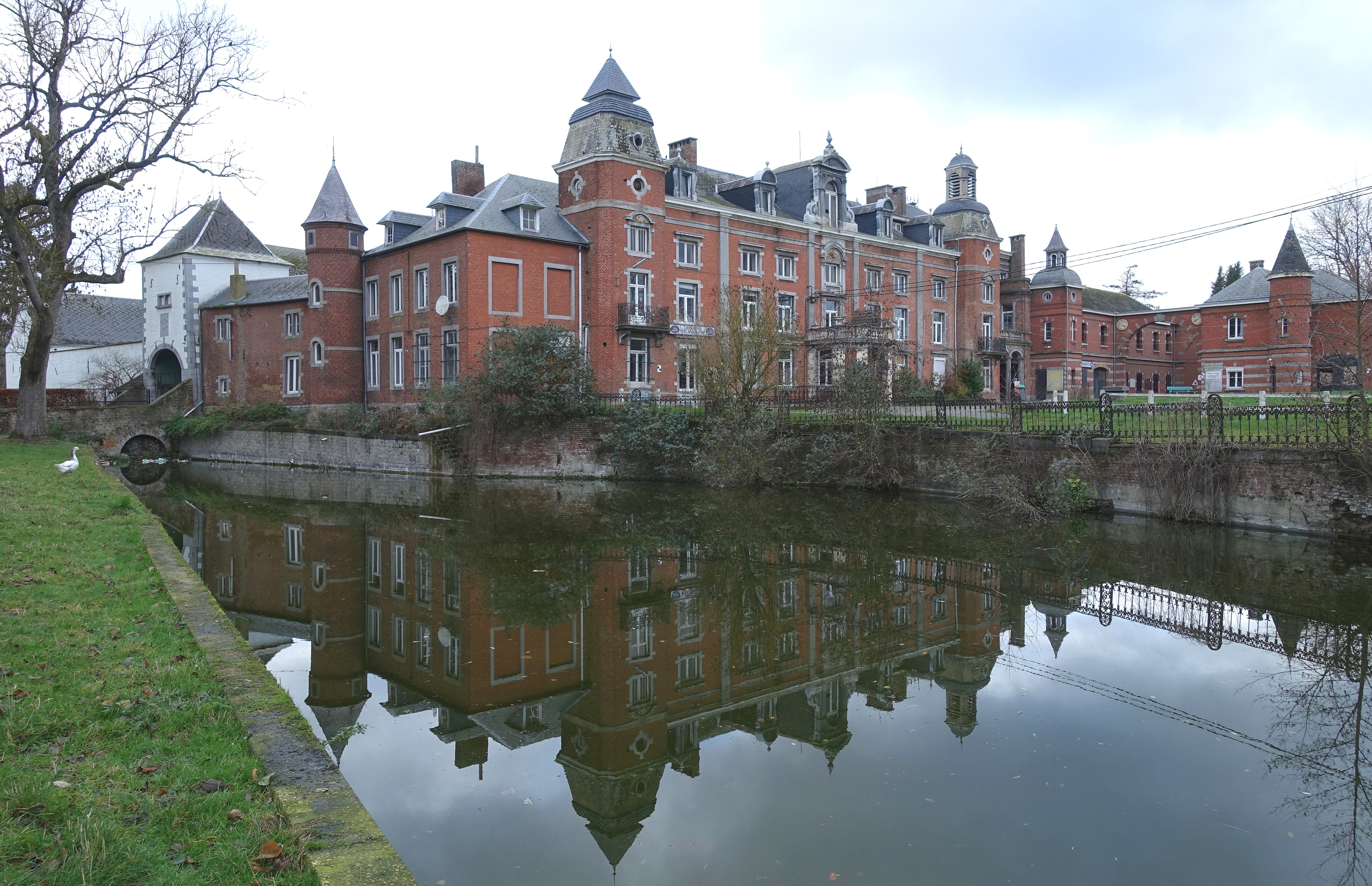
Hoeve en Manoir de Là-Bas
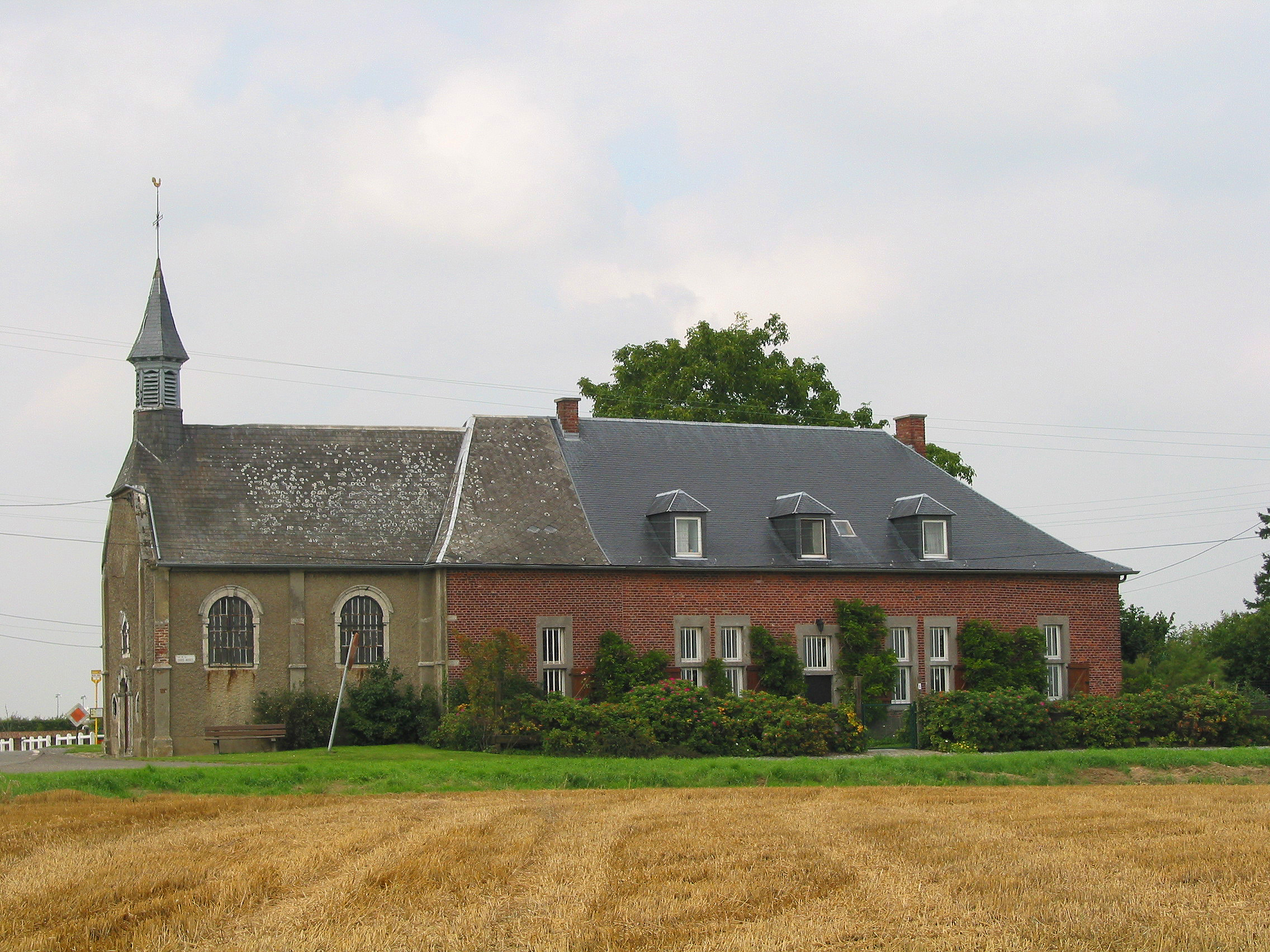
De Sint-Filomenakapel
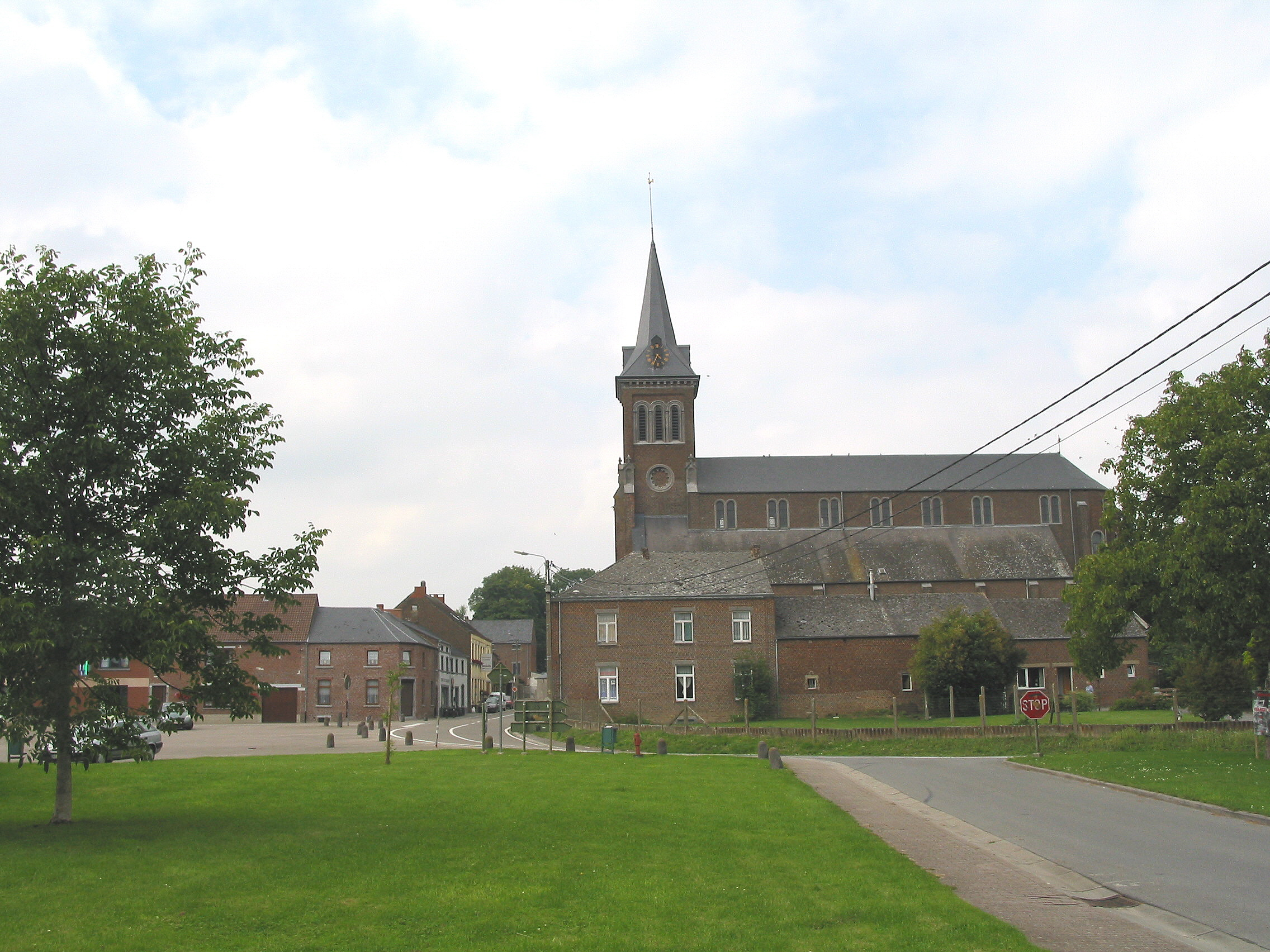
De Sint-Jozefskerk

- De Sint-Filomenakapel (Chapelle Saine-Philomène) werd in 1717 gesticht door de plaatselijke heer, als dank voor genezing. Het is een betreedbare kapel in barokstijl van 1717.
- De kasteelhoeve van Aische uit de 16e eeuw met de ruïnes van het voormalige kasteel en donjon uit de 12e eeuw.
- De Sint-Jozefkerk (Église Saint-Joseph)  is een neoromaans kerkgebouw uit 1887
- Het kasteel van Là-Bas met park en vijver. Maakt deel uit van een voormalige cijnshoeve die als vierkantshoeve is gebouwd met in de oostelijke vleugel het kasteel dat in de 2e helft van de 19e eeuw werd herbouwd.
- De Ferme de la Bawette is een hoeve uit 17de eeuw met twee torens,

## Natuur en landschap
Aische-en-Refail ligt aan een zijriviertje van de Mehaigne. De hoogte aan de kerk bedraagt 155 meter.

## Demografische ontwikkeling
Opm:1831 t/m 1970=volkstellingen;1976=inwoneraantal op 31 december

## Nabijgelegen kernen
Noville-sur-Mehaigne, Mehaigne, Liernu, Perwez
Deelgemeenten: Aische-en-Refail · Bolinne · Boneffe · Branchon · Dhuy · Hanret · Leuze · Liernu · Longchamps · Mehaigne · Noville-sur-Mehaigne · Saint-Germain · Taviers · Upigny · Waret-la-Chaussée

Belgische gemeenten · arrondissement Namen · provincie Namen · Wallonië